# Don Beaupre
Donald William „Don” Beaupre (Kanada, Ontario, Waterloo, 1961. szeptember 19. –) profi jégkorongozó kapus.

## Karrier
Komolyabb junior karrierjét az Ontario Major Junior Hockey League-es Sudbury Wolvesban kezdte 1978-ban és 1980-ig játszott ebben a csapatban. Az 1980-as NHL-drafton a Minnesota North Stars választotta ki a második kör 37. helyen. National Hockey League-es karrierjét a Minnesota North Stars-ban kezdte. A következő szezonban a Nashville South Starsban is játszott, mely CHL-es csapat. 1982–1983-ban szintén játszott a CHL-ben de ezúttal a Birmingham South Stars csapatában. 1983 és 1988 között csak a Minnesotában játszott. Legjobb szezonjában 25 győzelme volt és a Stanley-kupa döntőbe is bekerültek, ahol a New York Islanders legyőzte őket. 1988–1989-ben játszott a Minnesotában, az American Hockey League-es Baltimore Skipjacksben, az IHL-es Kalamazoo Wingsben és végül elkerült a Washington Capitals csapatába. Itt 1994-ig játszott. Közben egyszer kétszer leküldték az alsóbb ligákba (Baltimore Skipjacks). A Capitolsban töltött idő alatt saját rekordott állított fel, mint a legtöbb győzelem egy szezonban, 29-cel. 1994-ben a Washingtonból a gyenge Ottawa Senatorsba került két évre. Itt a statisztikái katasztrofálisak voltak. 1995-ben átkerült a Toronto Maple Leafsbe két évre majd 1997-ben a IHL-es Utah Grizzliesben és az AHL-es St. John's Maple Leafsben játszott és innen vonult vissza. Összesen 667 NHL mérkőzésen 268 győzelme volt.

## Díjai, rekordjai
- OMJHL Első All-Star Csapat: 1980
- NHL All-Star Gála: 1981, 1992
- Minnesota North Stars/Dallas Stars rekordok: legtöbb egymés utáni győzelem egy kapustól: 14 (1986. február 6. és 1986. március 19 között), legtöbb büntetésperc egy kapustól egy szezonban: 34 (1985–1986, megosztva)
- Washington Capitals rekordok: legtöbb büntetésperc egy kapustól: 114, Legtöbb büntetésperc egy kapustól egy szezonban: 30 (1991–1992)